# James G. Kalergis
James George Kalergis (* 13. Januar 1917 in Lowell, Massachusetts; † 13. April 1991 in Washington, D.C.) war ein US-amerikanischer Offizier der US Army, der unter anderem als Generalleutnant zwischen 1974 und 1975 Kommandierender General der Ersten US-Armee (First US Army) war.

## Leben
James George Kalergis, ein Sohn der aus Griechenland stammenden Einwanderer George Demetrios Kalergis und dessen Ehefrau Nicoletta Vasilakos Kalergis, absolvierte zunächst ein grundständiges Studium an der Boston University. Im Februar 1941 trat er in die US Army ein und absolvierte eine Ausbildung an der Offiziersanwärterschule der Feldartillerie (Field Artillery Officer Candidate School) in Fort Sill. Nach deren Abschluss wurde er 1942 als Leutnant (Second Lieutenant) Artillerieoffizier im 882. Feldartilleriebataillon. Im Laufe des Zweiten Weltkrieges wurde er im November 1943 zum Hauptmann (Captain) befördert und Bataillonsadjutant. Kurz nach der Verlegung des 882. Feldartilleriebataillons an die Westfront nach Frankreich wurde er im Februar 1945 zum Major befördert. Für seine Verdienste in seinem Bataillon bei der Unterstützung des zur 70. Infanteriedivision (70th Infantry Division) gehörenden 274. Infanterieregiments im Rheinland und Mitteleuropa wurde er mit der Bronze Star Medal ausgezeichnet.
Nach Kriegsende lehrte Kalergis nach weiteren Verwendungen zwischen 1949 und 1952 als Assistenzprofessor Militärwissenschaft und Taktik am Saint Bonaventure College, einer von den Franziskanern getragenen privaten Hochschule in Allegany. 1954 wurde er als Oberstleutnant (Lieutenant Colonel) Kommandeur des 597. Gepanzerten Feldartilleriebataillons (597th Armored Field Artillery Battalion), das zu der in Hanau stationierten 36. Feldartilleriegruppe (36th Field Artillery Group) gehörte. Er war ferner Absolvent des Command and General Staff College (CGSC) in Fort Leavenworth sowie das US Army War College (USAWC) in Carlisle. In den 1960er Jahren war er Kommandeur der Feldartillerie des I. Korps (I Corps), das nach dem Koreakrieg bis 1971 in Südkorea zum Schutz der Demilitarisierten Zone eingesetzt war. Er absolvierte ein Studium im Fach Internationale Beziehungen an der George Washington University, das er mit einem Master of Arts (M.A. International Relations) beendete. Ferner absolvierte er einen sechswöchigen Lehrgang für angewandtes Management an der Harvard Business School. Zeitweilig war er kommissarischer Kommandeur der in Fort Hood stationierten 2. Panzerdivision (2nd Armored Division). Während des Vietnamkrieges war er zwischen 1967 und 1968 zuerst Kommandeur der Artillerie sowie anschließend von 1968 bis 1970 Chef des Stabes der I. Bodentruppen (I Field Force, Vietnam), einem Großverband des Militärischen Oberkommandos in Vietnam MACV (Military Assistance Command, Vietnam). In Vietnam wurde er für seine Bemühungen zur Quantifizierung und Reduzierung vom sogenannten „Belästigungs- und Verbots-Beschuss“ (‚harassment and interdiction fire‘), Artilleriefeuer zur Verringerung der Moral und Bewegung des Feindes, anerkannt. In der Praxis wurde es jedoch selten beobachtet oder auf Ergebnisse überprüft und erwies sich im Allgemeinen als nutzlos, um feindlichen Aktivitäten in einem Krieg ohne Fronten entgegenzuwirken. Er entwickelte Systeme zur Quantifizierung und signifikanten Reduzierung dieser Art Einsätze von Artilleriefeuer aufgrund von Ineffektivität, Kollateralschäden für die Zivilbevölkerung und hohen Kosten.
1970 wurde James G. Kalergis als Generalmajor (Major-General) stellvertretender Kommandierender General des Heeresmaterialkommandos für den Bereich Logistische Unterstützung (Deputy Commanding General for Logistical Support of the US Army Materiel Command) und verblieb auf diesem Posten bis 1972. Aufgrund seiner organisatorischen Fähigkeiten wurde er Anfang 1972 mit der für 1973 vorgesehenen Reorganisation der US Army beauftragt, der größten und umfassendsten Heeresreform in den USA seit 1942. Die Operation Steadfast führte daraufhin zur Gründung des Heereseinsatzkräftekommandos (US Army Forces Command) sowie des Heereskommandos für Ausbildung, Einsatzschulung und -Entwicklung (US Army Training and Doctrine Command). Diesen ersten Schritten folgten anschließend Reorganisationen im Hauptquartier des Heeresstabes und von Einsatzverbänden. Die interne Reorganisation innerhalb des Heeres wurde eingeleitet, um den möglichen Bemühungen der Exekutive oder Legislative in der Zeit nach dem Vietnamkrieg zuvorzukommen. Er war danach zwischen 1973 und 1974 Assistierender Vize-Chef des Heeresstabes (Assistant Vice-Chief of Staff of the US Army).
Zuletzt löste Kalergis als Generalleutnant (Lieutenant General) 1974 Generalleutnant Glenn D. Walker als Kommandierender General (Commanding General) der Ersten US-Armee (First US Army) in Fort George G. Meade ab und behielt diese Funktion bis zu seinem Ausscheiden aus dem aktiven Militärdienst 1975, woraufhin Generalleutnant Jeffrey G. Smith seine Nachfolge antrat. Nach dem Eintritt in den Ruhestand war er 1976 Leiter einer Task Force, die einen Aktionsplan für das Management von Panzerwaffensystemen entwarf, ein Programm für maximale Wirksamkeit zur Verbesserung des Managements von Panzertruppen. Zu seinen Ruhestandsaktivitäten gehörte auch die Tätigkeit als Berater des US-Verteidigungsministeriums sowie von 1979 bis 1982 als Vorsitzender der Vinnell Corporation, die die saudi-arabische Nationalgarde ausbildete.
Kalergis war bis zu seinem Tode mit Norma Butler Kalerigis (1919–1996) verheiratet. Er verstarb an einer Krebserkrankung im Walter Reed Army Medical Center und wurde danach auf dem Nationalfriedhof Arlington beigesetzt.

## Auszeichnungen
Auswahl der Dekorationen, sortiert in Anlehnung der Order of Precedence of Military Awards:
- Army Distinguished Service Medal (2×)
- Legion of Merit (2×)
- Bronze Star Medal